# 長屋元加
長屋 元加（ながや もとます）は、安土桃山時代から江戸時代にかけての武士。毛利氏家臣で長州藩士。父は長屋元和。

## 生涯
毛利氏家臣・長屋元和の長男として生まれ、毛利輝元と秀就に二代に仕えた。
慶長5年（1600年）5月27日に輝元の加冠によって元服し、「元」の偏諱を与えられて「元加」と名乗った。
しかし、元加は父に先立って寛永8年（1631年）3月に死去し、元和の後は弟の元忠が継いだ。